# Скаржинский, Владимир Фадеевич
Владимир Фадеевич Скаржинский (15 ноября 1904, Одесса, Херсонская губерния — 3 февраля 1970, Москва) — советский архитектор.

## Биография

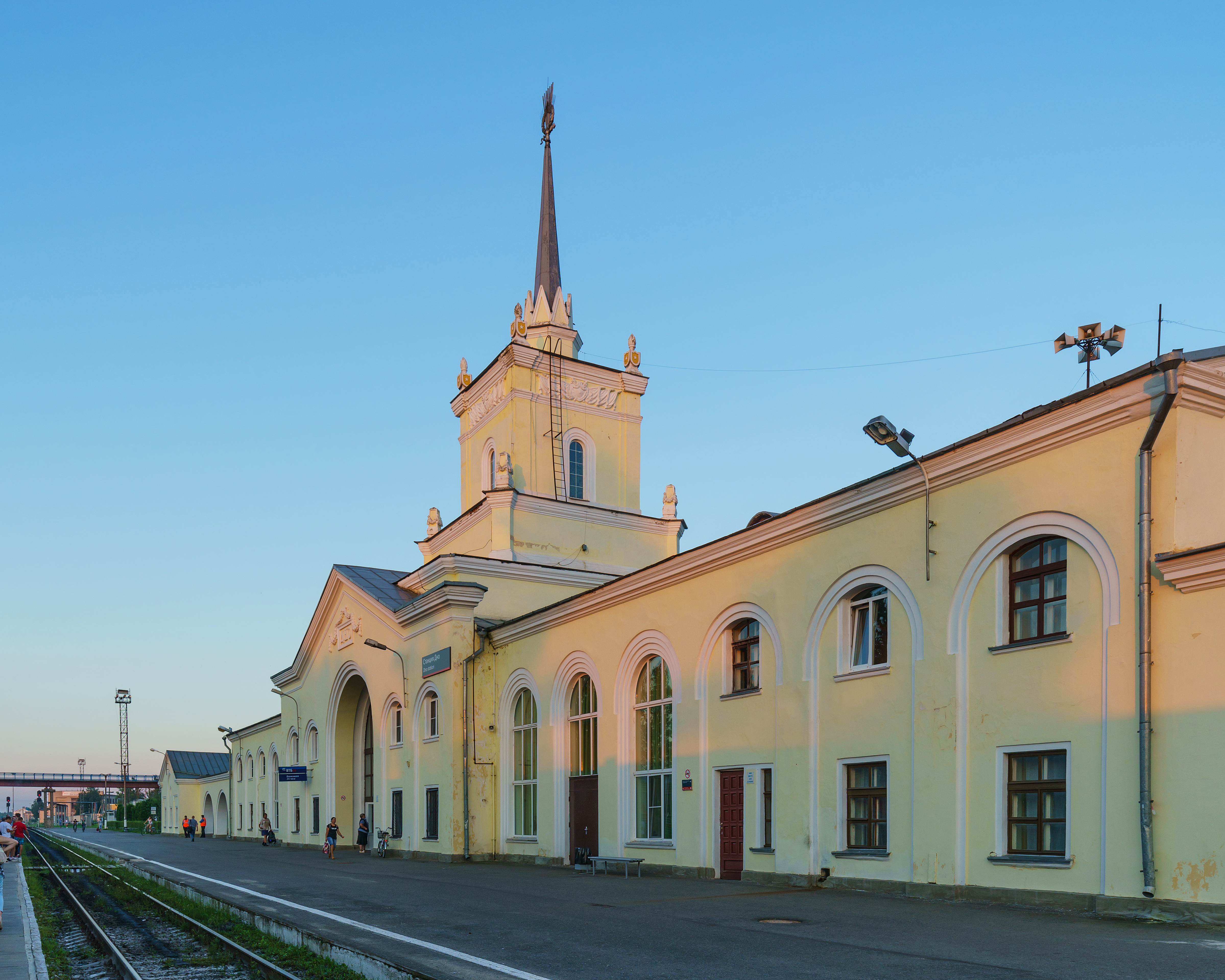
Вокзал на станции Дно

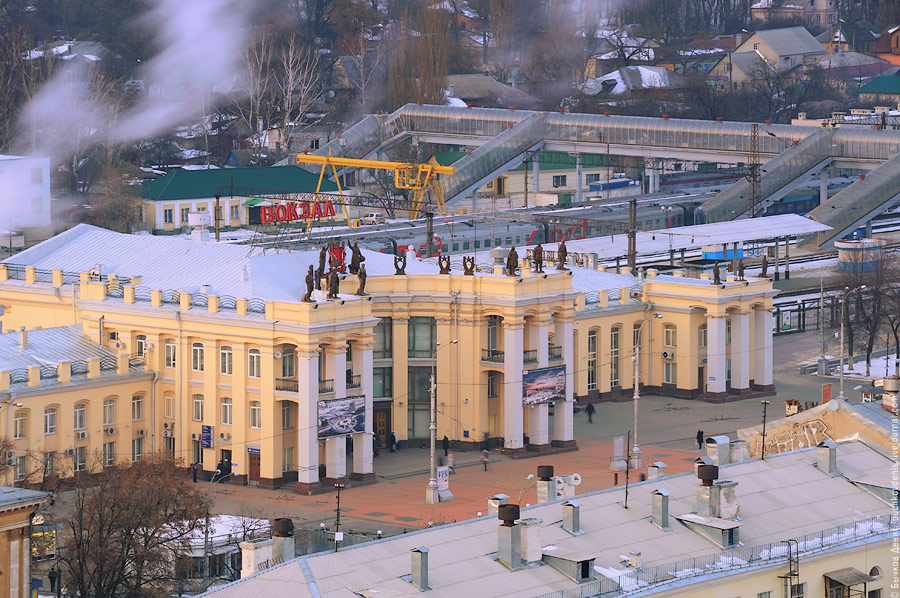
Вокзал на станции Воронеж I

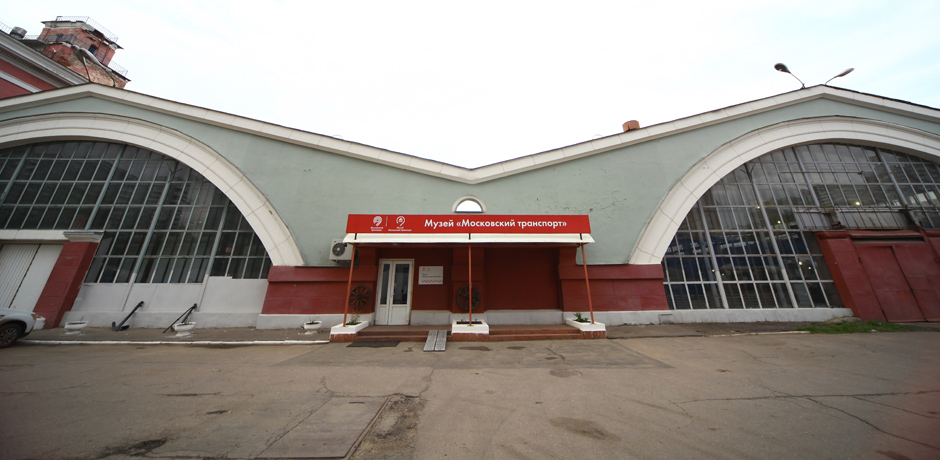
Гараж на Рогожском Валу

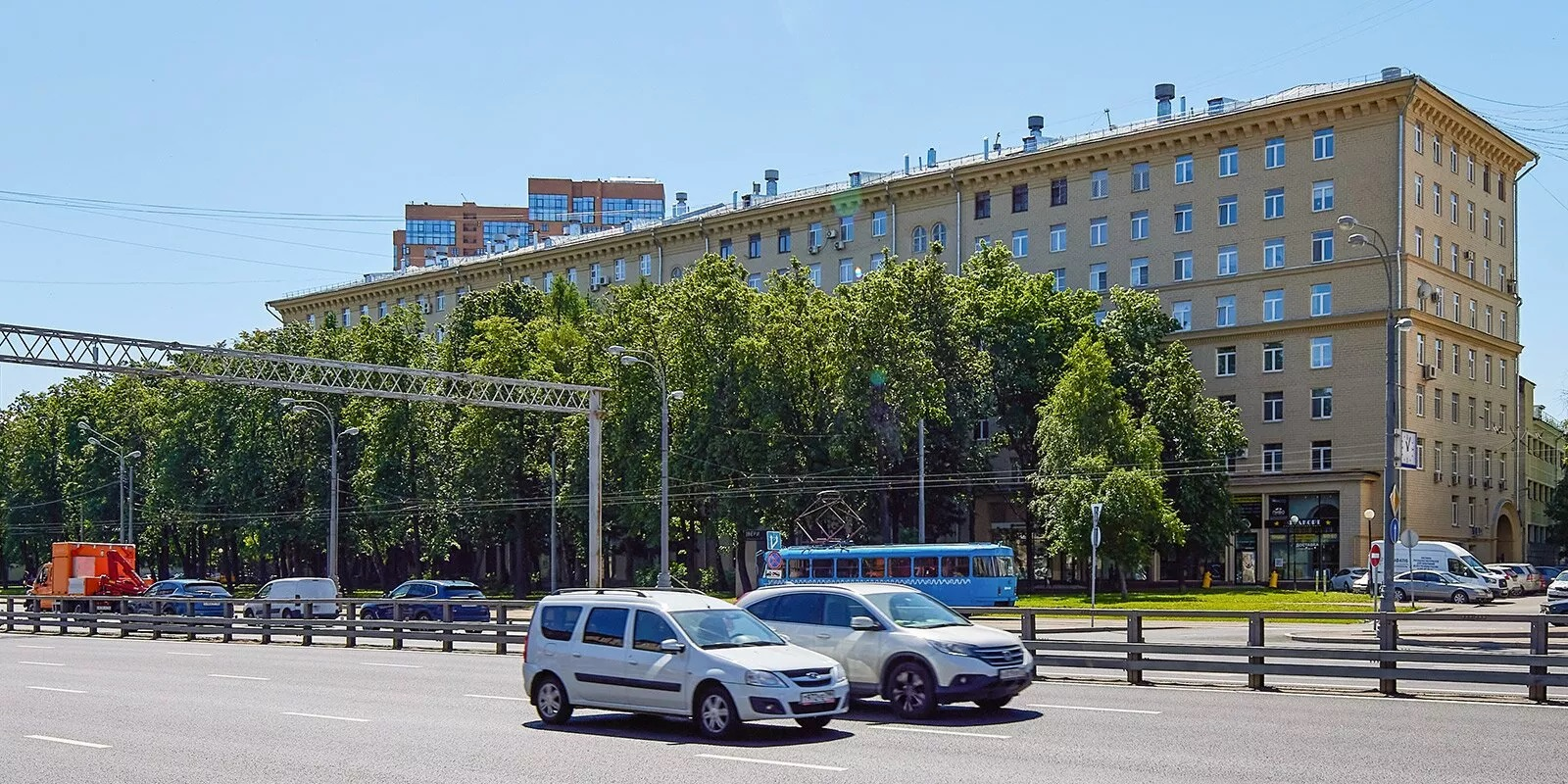
Волоколамское шоссе, дом 13

Родился 15 ноября 1904 года в Одессе в рабочей семье. Учился в народном училище. После окончания Высшего начального училища поступил в 5-й класс реального училища, вскоре преобразованного в техникум. В 1919 году, после окончания техникума, начал трудовую деятельность монтёром связи в Одесском губревкоме. С июля 1920 года работал статистом в Одесском государственном оперном театре. В 1921 году стал помощником режиссёра Государственного театра комической оперы в Одессе.
В 1923 году поступил на архитектурный факультет Одесского художественного института. В 1928 году с отличием окончил институт. В качестве дипломного проекта он выполнил планировку курорта на берегу Чёрного моря с проектом гостиницы и курзала.
После окончания института был направлен на работу в Москву, в «Стройконсультацию», где проработал с мая 1928 по 1929 год. Затем был командирован во Владивосток для организации проектного бюро. Там В. Ф. Скаржинский работал групповым архитектором с 1929 по 1930 год. Выполнил проект жилого массива для Владивостока, проекты рыбачих поселков и другие. Разработанный В. Ф. Скаржинским им по закрытому конкурсу проект Дома Госпромышленности для Хабаровска был принят к строительству.
В 1930 году, по окончании срока договора во Владивостоке, В. Ф. Скаржинский вернулся в Москву. Около года работал в Вузстройпроекте, занимался проектированием различных институтов. С ноября 1931 года работал групповым архитектором Граждавиастроя.
В составе коллектива В. Ф. Скаржинский выполнил конкурсный проект Дворца Советов, который был рекомендован к приобретению. Одновременно вместе с В. А. Ершовым выполнил конкурсный проект Радиодома (2-я премия). В 1932 году вместе с В. А. Ершовым и А. М. Митлаевским выполнил конкурсный проект санатория СНК СССР. Этот проект был принят к строительству, и для его осуществления в натуре В. Ф. Скаржинский перешёл в Стройсектор Управления делами СНК СССР. Там В. Ф. Скаржинский проработал до октября 1933 года.
С ноября 1933 года — архитектор автор отдела проектирования мастерской № 9. В 1934 году перешёл во вновь организованную мастерскую К. С. Алабяна по проектированию театра Красной Армии. Там В. Ф. Скаржинский проработал до 1937 года групповым архитектором по разработке фасадов. Совместно с К. С. Алабяном занимался разработкой проекта санатория в Кисловодске.
В 1937 году, после завершения работ над театром, В. Ф. Скаржинский перешёл в мастерскую Союзтранспроекта НКПС (позднее — Центральная архитектурная мастерская Министерства путей сообщения). Занимал там должность автора-архитектора, а с 1943 года — главного архитектора проекта.
В 1938—1939 годах параллельно с работой в мастерской НКПС участвовал в ряде проектов К. С. Алабяна (павильон Армянской ССР на ВСХВ, проект советского павильона на Всемирной выставке в Нью-Йорке, проект комбината «Известия»). В 1940 году выполнил проект здания Наркомата иностранных дел в Москве. Осуществил архитектурное оформление трёх спецкабинетов Наркомата иностранных дел.
После начала Великой Отечественной войны занимался маскировочными и оборонительными работами. С 1943 года занимался восстановлением вокзалов. По его проектам был восстановлен вокзал на станции Бологое-Московское, построены вокзалы на станциях Малая Вишера, Дно, Брянск-Орловский, Воронеж I и Запорожье I.
В 1946 году В. Ф. Скаржинский выполнил архитектурное оформление кабинета министра в здании МПС. В соавторстве с К. С. Алабяном принимал участие в проектировании нового здания МПС. В 1947 году участвовал в закрытом конкурсе на проект вокзала в Одессе. Во второй половине 1940-х годов занимался проектированием гаражей в Москве. В частности, по его проекту был построен гараж на 286 машин ЗИС 150 на Рогожском Валу.
В 1944—1947 годах учился в Институте аспирантуры Академии архитектуры СССР. Сдал кандидатский минимум, работал над диссертацией «Развитие тупиковых вокзалов и привокзальной площади» (не защищена). В 1952—1955 годах преподавал в Московском архитектурном институте.
В 1949—1951 работал в «Гипрогоре» главным архитектором проектов. С 1951 года — главный архитектор проектов института «Моспроект». Работал в мастерской № 2 под руководством К. С. Алабяна, занимался застройкой Ленинградского района Москвы.
В середине 1950-х годов по проекту В. Ф. Скаржинского были построены жилые дома в начале Волоколамского шоссе, а также построена поликлиника и жилые дома на улице Правды. В. Ф. Скаржинский был автором комплекса общежитий Высшей партийной школы на Миусской площади и одним из соавторов застройки района Химки-Ховрино.
Член Союза архитекторов СССР с 1938 года. Председатель бюро секции Союза архитекторов в мастерской МПС. Член комиссии Архитектурного фонда.
Жил в Москве по адресам: 2-й Обыденский переулок, 12 (1940-е); Никитский бульвар, 6 (конец 1940-х — 1950-е); улица Правды, 11/13 (со 2-й половины 1950-х). Умер в Москве 3 февраля 1970 года.

## Работы
- Жилые дома в Горловке и Варварополье (1924—1925)[10]
- Поселок «Примрыбак» близ Владивостока (1929—1930)[10]
- Санаторий СНК СССР «Сосны» под Москвой (1932—1933, совм. с В. А. Ершовым и А. М. Митлаевским)[15]
- Архитектурное оформление интерьеров дома для испанских детей (1937, угол Большой Пироговской улицы и Олсуфьевского переулка в Москве)[15]
- Здание Института железнодорожного транспорта в Ташкенте (1940—1955)[15][8]
- Архитектурное оформление 3-х спецкабинетов в Наркоминделе (1940)[15]
- Типовые проекты столовых для МПС (1941—1942)[15]
- Жилой дом в Клину (1941—1942)[15]
- Восстановление вокзала на станции Бологое-Московское (1943)[15]
- Железнодорожный посёлок «Бологое» (1943)[15]
- Восстановление вокзала на станции Малая Вишера (1943—1944)[16]
- Архитектурное оформление кабинета министра в здании МПС (1946)[16]
- Вокзал на станции Дно (конец 1940-х)[17]
- Вокзал на станции Брянск-Орловский (1952, в соавторстве с А. Н. Душкиным)[18]
- Вокзал на станции Воронеж I (1954)[8]
- Вокзал на станции Запорожье I (1954, совместно с М. Хачатуровой)[8][19]
- Гараж на 286 машин ЗИС 150 (начало 1950-х, Рогожский Вал в Москве)[8]
- Пионерлагерь в Звенигороде (1955)[8]
- Дачи в Успенке (1955)[8]
- Жилой дом (1955—1957, № 13 по Волоколамскому шоссе, в соавторстве с С. Г. Дёминским)[20][21]
- Жилые дома МГК КПСС (1956—1958, № 6 и 10 по Волоколамскому шоссе, в соавторстве с С. Г. Дёминским)[22]
- Поликлиника стационар издательства «Правда» на улице Правды, 13 (1956)[8]
- Застройка и привязка жилых домов по улице Правды, 7-9 (1956—1957)[8]
- Застройка и привязка семи жилых домов по Волоколамскому шоссе, в квартале между улицами Константина Царёва, Дубосековской и Факультетским переулком (1956—1958)[8]
- Общежитие Высшей партийной школы при ЦК КПСС на Миусской площади (1959)[8][2]

## Награды
- Медаль «За оборону Москвы» (1945)[9]
- Медаль «За доблестный труд в Великой Отечественной войне 1941—1945 гг.» (1946)[9]
- Медаль «В память 800-летия Москвы» (1948)[9]
- Медаль ВДНХ[2]
- Почётный диплом Моссовета[2]

## Семья
- Первая жена — Нина Абрамовна Скаржинская. Супруги развелись в 1948 году[11].